# 不招請勧誘
不招請勧誘(ふしょうせいかんゆう)とは、顧客あるいは潜在的顧客の同意、要請、依頼を受けていない状況で行われる勧誘全般を言う。

## 日本の法律上の状況
いくつかの分野において不招請勧誘が法律により禁止されている。

### 不招請勧誘を禁止する法律
- 金融商品取引法 第三十八条
- 宅地建物取引業法施行規則 第16条の12第1号のハ
- 特定商取引法 第１７条

## 参考資料
- “不招請勧誘” (PDF). 第7回消費者契約法評価検討委員会配布資料.  消費者の窓 > 消費者政策について > 国民生活審議会 > 消費者契約法評価検討委員会:  内閣府国民生活局消費者企画課 (2007年8月10日). 2012年10月18日時点のオリジナルよりアーカイブ。2012年6月24日閲覧。

- “諸外国における消費者契約に関する情報提供、不招請勧誘の規制、適合性原則についての現状調査” (PDF).  消費者の窓トップ > 関係法令 > 消費者契約法 - 参考資料:  内閣府国民生活局 (2006年3月). 2012年10月18日時点のオリジナルよりアーカイブ。2012年6月24日閲覧。